# Йоффе Абрам Федорович
Абра́м Фе́дорович Іо́ффе, за деякими джерелами — Йоффе (17 (29) жовтня 1880 , Ромни, Полтавська губернія  — 14 жовтня 1960 , Ленінград ) — радянський фізик єврейського походження з України, організатор науки, знаний як «батько радянської фізики», академік (1920), віце-президент АН СРСР (1926–1929; 1942–1945), творець наукової школи, що дала багатьох видатних радянських фізиків, таких як А. Александров, Я. Дорфман, П. Капіца, І. Кікоїн, І. Курчатов, М. Семенов, Я. Френкель та інших. Член ВАСГНІЛ від 1956 року. Член-кореспондент Геттінгенської (1924) та Берлінської академій наук (1928), Американської академії наук та мистецтв у Бостоні (1958), почесний доктор Каліфорнійського університету (1928), Сорбонни (1945), почесний член Французкого, Британського, Китайського фізичних товариств; дійсний члени НТШ (1929).

## Біографія
Середню освіту здобув у реальному училищі повітового міста Полтавської губернії Ромни у 1889–1897 роках, де приятелював зі Степаном Тимошенком.
Навчався в Петербурзькому технологічному університеті у 1897—1902 роках.
Стажувався в Мюнхені в лабораторії Вільгельма Рентгена (1902–1906). 1905 року там же отримав ступінь доктора філософії.
У 1913 захистив магістерську, а у 1915 році — докторську дисертації. 1913–1915 — професор фізики в Петроградському політехнічному інституті, Гірничому інституті, університеті та інших вузах. Наукові пошуки А. Ф. Йоффе були направлені на експериментальне підтвердження квантування електричного заряду.
1918 — вчений створив фізико-технічний відділ в Рентгенологічному та радіологічному інституті (пізніше Фізико-технічний інститут). У 1919 році створює фізико-механічний факультет у Політехнічному інституті. У 1921 році створює Фізико-технічний інститут. У 1932 році створює Фізико-агрономічний інститут. Ініціював створення фізико-технічних інститутів у багатьох промислових центрах СРСР, зокрема у Харкові та Дніпропетровську.
Під час німецько-радянської війни 1941—1945 років працював у Казані (Татарстан), очолював Військово-морську та Військово-інженерну комісії. В ході повоєнної кампанії проти космополітів 1949—1953 років був звільнений з посади директора Фізико-технічного інституту. У 1952—1955 роках очолював Лабораторію напівпровідників АН СРСР, а від 1955 року — Інститут напівпровідників АН СРСР.
Похований в Санкт-Петербурзі.

## Наукова школа
Особливою турботою А. Ф. Іоффе була наукова молодь. Його називали «батьком радянської фізики», «татом Іоффе». Створив наукову школу, яку можна з повним правом порівнювати з школами Ернеста Резерфорда (Кембридж, Велика Британія) та Макса Борна (Геттінген, Німеччина).
Абрам Йоффе мав визначальний вплив на становлення фізиків: Петра Капіци, Миколи Семенова, Юлія Харитона, Ігоря Курчатова, Анатолія Александрова, Я. Френкеля, Анатолія Самойловича.

## Основні праці
Основні наукові досягнення пов'язані з вивченням електричних, фотоелектричних та механічних властивостей кристалів. Він був одним з перших, хто почав досліджувати напівпровідники. Висунув гіпотезу про те, що напівпровідники можуть забезпечити ефективне трансформування енергії випромінювання в електричну енергію (за цим принципом працюють так звані «сонячні батареї»).
- Фізика кристалів, 1929.
- Загальні уявлення сучасної фізики, 1949.
- Фізика напівпровідників, 1957.

## Нагороди і почесні звання

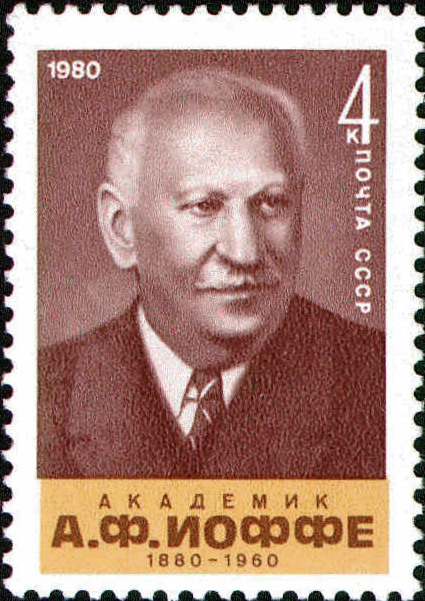
Марка, яку випустили до сторіччя з дня народження Абрама Федоровича Йоффе

- Медаль «Серп і Молот» Героя Соціалістичної Праці (28.10.1955);
- Три ордени Леніна;
- Сталінська премія (1942);
- Ленінська премія (1961);
- Заслужений діяч науки РРФСР.

## Пам'ять
- У місті Ромни є вулиця Академіка Йоффе.
- На честь А. Ф. Іоффе було названо кратер Іоффе на Місяці.
- На його честь також названо астероїд 5222 Йоффе[9].
- Його ім'я присвоєне науково-дослідницькому суднові «Академік Іоффе».
- У листопаді 1960 року ім'я А. Ф. Іоффе присвоєно Фізико-технічному інституту АН СРСР. У 1964 році перед будівлею ФТІ встановлено пам'ятник вченому, а у великій актовій залі — погруддя.
- Ім'ям А. Ф. Іоффе названо вулицю в одному з районів Берліна — Адлерсхофі (нім. Abram-Joffe Straße).
- 30 жовтня 2001 року площі між головними корпусами Фізико-технічного інституту ім. А. Ф. Іоффе та Політехнічного університету, від якої бере початок вулиця Курчатова, присвоєно назву «Площа академіка Іоффе»